# La Marxa del Llobregat
La Marxa del Llobregat fou una de les mobilitzacions ecologistes més destacades del període de la transició espanyola. Entre els mesos d'agost i setembre de 1978, des del seu naixement a Castellar de N'Hug fins a la desembocadura al Prat de Llobregat, la Marxa esdevingué una riuada de veïns que protestaven per l'estat del riu i del seu entorn i n'exigien solucions.
Segons Bertran Cazorla, el 17 de setembre de 1976 " la major manifestació mai vista al Prat recorria els seus carrers. Desenes de milers de persones, segons les cròniques de l'època, clamaven contra el desviament del Llobregat planejat per l'administració tardofranquista."  